# Білан гірський
Білан гірський (Pieris bryoniae) — вид метеликів родини біланових (Pieridae).

## Поширення
Вид поширений у гірський регіонах Центральної Європи (Альпи, Високі Татри, Карпати), а також у Малій Азії, на Кавказі та Алтаї.

## Опис

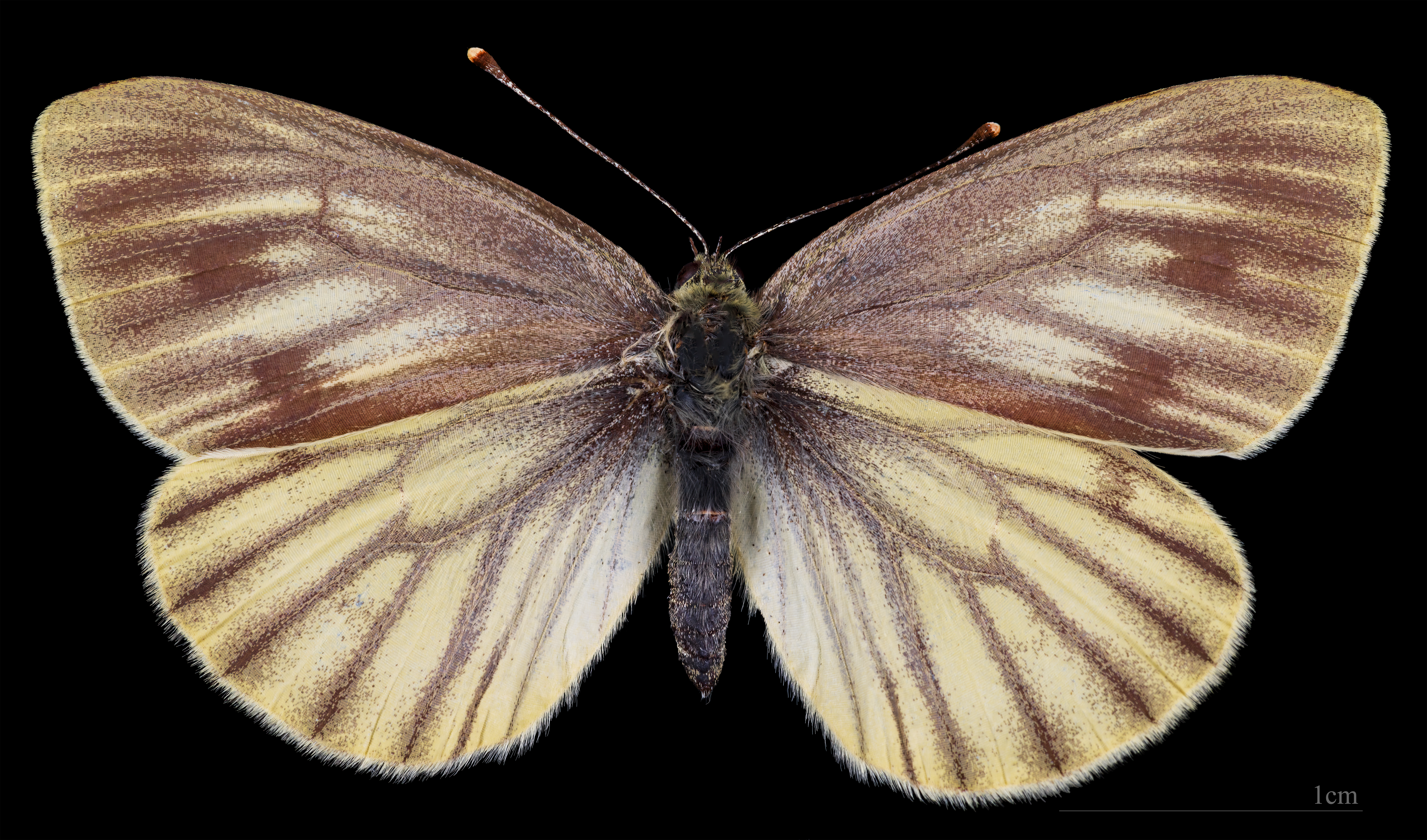
♀
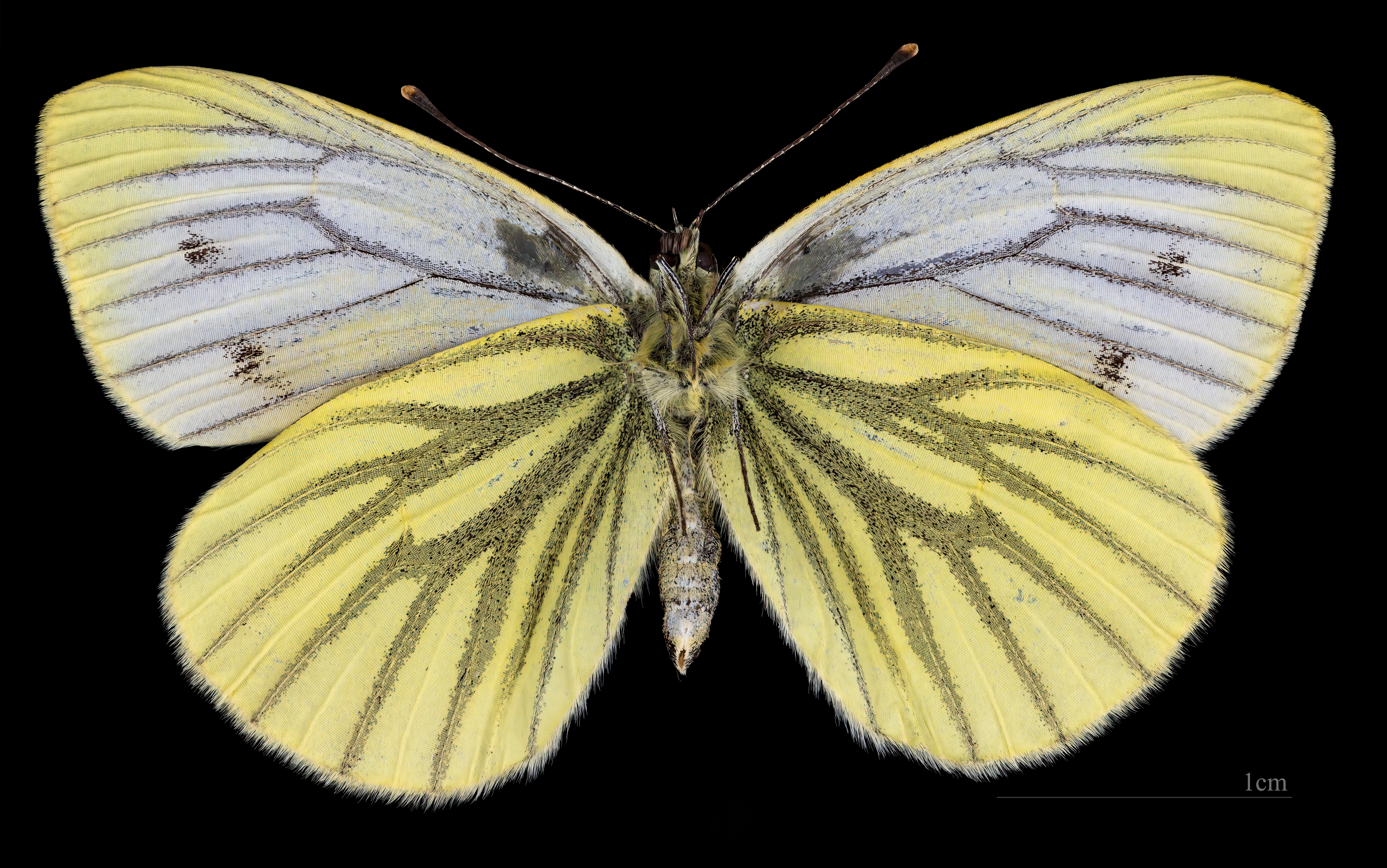
♀ △

Довжина переднього крила 18-25 мм. Основний фон крил у самців білий, у самиць — жовтуватий. У самиць велика частина передніх крил з вираженим сірим напиленням, на жилах крил рясне буре затемнення. Передні крила самиць зверху з темними плямами.

## Спосіб життя
Метелики літають у червні-липні. Трапляються на альпійських і субальпійських луках. Самиця відкладає яйця поштучно на листя кормових рослин. Гусениці живляться капустяними і резедовими рослинами — жеруха, талабан тощо.